# Лукашов, Владлен Алексеевич
Владлен Алексеевич Лукашов (15 января 1930 года, Запорожье — 20 января 2003 года, Германия) — украинский композитор. Член Союза композиторов Украинской ССР, автор музыки к популярным музыкальным комедиям, в частности мюзикла — «За двумя зайцами». Зарубежный член Национального союза композиторов Украины.

## Биография
Владлен Алексеевич Лукашов родился 15 января 1930 года в Запорожье. В 1955 году окончил Киевскую консерваторию (ныне Национальная музыкальная академия Украины имени П. И. Чайковского) по классу композиции профессора Б. Н. Лятошинского.
С 1955 по 1961 год работал музыкальным редактором Украинского радио. С 1962 года — на творческой работе. Работал в основном в жанре музыкальной комедии. Сотрудничал с композитором В. Ильиным и либреттистом Д. Шевцовым.
Состоял в Союзе композиторов УССР. Зарубежный член Национального союза композиторов Украины.
С 2000 года проживал и работал в Германии. Владлен Алексеевич Лукашов ушел из жизни 20 января 2003 года в возрасте 73 лет.

## Произведения
Владлен Алексеевич Лукашов является автором сочинений:
Музыкальные комедии:
- «Соперники» (1958);
- «Владимирская горка» (1959);
- «Кубинская новелла» (1963);
- «Домой вернулись моряки» (1964);
- «Полтавские девушки» (1965);
- «Бравый солдат Швейк» (1968, вторая редакция, 1970);
- «Ты и я» (1970);
- «Соперница любви» (1973);
- «Лгунья» (1976, в соавторстве);
- «За двумя зайцами» (1979, в соавторстве с В. Ильиным);
- «Любовь — невиданное чудо» (1983).

Другое:
- Увертюра на народные темы (1961);
- Романсы («Я хочу радости и света» на слова В. Сосюры, «Дуб» на слова М. Исаковского);
- Песни («Огни Киева» на слова А. Марунич, «Киев-Прага» на слова А. Новицкого);
- Музыка к драматическим спектаклям и радиопостановкам.